# جورج جاي بيترز
جورج جاي بيترز (بالإنجليزية: George J. Peters)‏ هو عسكري أمريكي، ولد في 1924 في كرانستون في الولايات المتحدة، وتوفي في 24 مارس 1945 في ألمانيا.